# Nuoto ai XVI Giochi paralimpici estivi - Uomini 100 metri stile libero
Le gare di nuoto 100 metri stile libero uomini ai XVI Giochi paralimpici estivi si sono svolte tra il 25 agosto e il 1 settembre 2021 presso il Tokyo Aquatics Centre. 

## Programma
Sono stati disputati 6 eventi, articolati in una serie di batterie di qualificazione in mattinata; la finale è stata disputata nel pomeriggio/sera del medesimo giorno.
| Evento | Data   | Data   | Data   | Data   | Data   | Data   | Data   | Data   | Data   | Data   | Data   | Data   | Data   | Data   | Data  | Data  |
| Evento | Mer 25 | Mer 25 | Gio 26 | Gio 26 | Ven 27 | Ven 27 | Sab 28 | Sab 28 | Dom 29 | Dom 29 | Lun 30 | Lun 30 | Mar 31 | Mar 31 | Mer 1 | Mer 1 |
| Evento | M      | P      | M      | P      | M      | P      | M      | P      | M      | P      | M      | P      | M      | P      | M     | P     |
| ------ | ------ | ------ | ------ | ------ | ------ | ------ | ------ | ------ | ------ | ------ | ------ | ------ | ------ | ------ | ----- | ----- |
| S4     |        |        | B      | F      |        |        |        |        |        |        |        |        |        |        |       |       |
| S5     |        |        | B      | F      |        |        |        |        |        |        |        |        |        |        |       |       |
| S6     |        |        |        |        |        |        |        |        |        |        |        |        |        |        | B     | F     |
| S8     | B      | F      |        |        |        |        |        |        |        |        |        |        |        |        |       |       |
| S10    |        |        |        |        |        |        | B      | F      |        |        |        |        |        |        |       |       |
| S12    |        |        |        |        |        |        |        |        |        |        |        |        | B      | F      |       |       |

| M | mattina | P | Pomeriggio/sera |

| B | Batterie di qualificazione | F | Finale per medaglia d'oro |

## Risultati
Tutti i tempi sono espressi in secondi.

### S4
| Pos. | Atleta                   | Nazione       | Tempo   | Note               |
| ---- | ------------------------ | ------------- | ------- | ------------------ |
|      | Takayuki Suzuki          | Giappone      | 1:21,58 | Record paralimpico |
|      | Luigi Beggiato           | Italia        | 1:23,21 |                    |
|      | Roman Zhdanov            | RPC           | 1:26,95 |                    |
| 4    | Angel Camocho Ramirez    | Messico       | 1:27,71 |                    |
| 5    | Jo Giseong               | Corea del Sud | 1:28,46 |                    |
| 6    | David Smetanine          | Francia       | 1:29,47 |                    |
| 7    | Lyndon Longhorne         | Gran Bretagna | 1:33,30 |                    |
| 8    | Gustavo Sánchez Martínez | Messico       | 1:35,55 |                    |

### S5
| Pos. | Atleta                        | Nazione  | Tempo   | Note |
| ---- | ----------------------------- | -------- | ------- | ---- |
|      | Francesco Bocciardo           | Italia   | 1:09,56 |      |
|      | Lichao Wang                   | Cina     | 1:10,45 |      |
|      | Daniel de Faria Dias          | Brasile  | 1:10,80 |      |
| 4    | Tao Zheng                     | Cina     | 1:10,87 |      |
| 5    | Yuan Weiyi                    | Cina     | 1:11,68 |      |
| 6    | Antoni Ponce Bertran          | Spagna   | 1:13,47 |      |
| 7    | Muhammad Nur Syaiful Zulkafli | Malaysia | 1:15,12 |      |
| 8    | Luis Huerta Poza              | Spagna   | 1:17,97 |      |

### S6
| Pos. | Atleta               | Nazione     | Tempo   | Note            |
| ---- | -------------------- | ----------- | ------- | --------------- |
|      | Antonio Fantin       | Italia      | 1:03,71 | Record mondiale |
|      | Nelson Crispin Corzo | Colombia    | 1:04,82 |                 |
|      | Talisson Glock       | Brasile     | 1:05,45 |                 |
| 4    | Jia Hongguang        | Cina        | 1:05,55 | Record asiatico |
| 5    | Thijs van Hofweegen  | Paesi Bassi | 1:06,39 |                 |
| 6    | Oleksandr Komarov    | Ucraina     | 1:07,02 |                 |
| 7    | Laurent Chardard     | Francia     | 1:07,60 |                 |
| 8    | Wang Jingang         | Cina        | 1:08,61 |                 |

### S8
| Pos. | Atleta                       | Nazione   | Tempo   | Note |
| ---- | ---------------------------- | --------- | ------- | ---- |
|      | Ben Popham                   | Australia | 57,37   |      |
|      | Andrei Nikolaev              | ROC       | 57,69   |      |
|      | Dimosthenis Michalentzakis   | Grecia    | 58,73   |      |
| 4    | Haijiao Xu                   | Cina      | 58,75   |      |
| 5    | Denys Dubrov                 | Ucraina   | 59,02   |      |
| 6    | Guanglong Yang               | Cina      | 59,42   |      |
| 7    | Alberto Amodeo               | Italia    | 59,93   |      |
| 8    | Luis Armando Andrade Guillen | Messico   | 1:01,23 |      |

### S10
| Pos. | Atleta               | Nazione     | Tempo | Note            |
| ---- | -------------------- | ----------- | ----- | --------------- |
|      | Maksym Krypak        | Ucraina     | 50,64 | Record mondiale |
|      | Rowan Crothers       | Australia   | 51,37 |                 |
|      | Stefano Raimondi     | Italia      | 51,45 |                 |
| 4    | Phelipe Rodrigues    | Brasile     | 52,04 |                 |
| 5    | Thomas Gallagher     | Australia   | 53,14 |                 |
| 6    | Bas Takken           | Paesi Bassi | 54,06 |                 |
| 7    | Dmitrii Bartasinskii | RPC         | 54,09 |                 |
| 8    | Alan Ogorzalek       | Polonia     | 55,45 |                 |

### S12
| Pos. | Atleta          | Nazione       | Tempo | Note             |
| ---- | --------------- | ------------- | ----- | ---------------- |
|      | Raman Salei     | Azerbaigian   | 52,69 |                  |
|      | Maksym Veraksa  | Ucraina       | 52,87 |                  |
|      | Stephen Clegg   | Gran Bretagna | 53,43 |                  |
| 4    | Illia Yaremenko | Ucraina       | 53,60 |                  |
| 5    | Braedan Jason   | Australia     | 53,78 | Record oceaniano |
| 6    | Roman Makarov   | RPC           | 57,56 |                  |
| 7    | Sergey Punko    | RPC           | 59,30 |                  |